# Christian Sittler
Christian Sittler (* 26. Februar 1954 in Wien) ist ein ehemaliger österreichischer Boxer und Olympiateilnehmer von 1976.
Sittler war während seiner Wettkampfkarriere rund 1,78 m groß und wurde von 1973 bis 1976 viermal in Folge Österreichischer Meister im Halbweltergewicht. Er nahm an den Junioreneuropameisterschaften 1972 in Bukarest und 1974 in Kiew teil, schied jedoch in beiden Turnieren jeweils im Achtelfinale gegen Siegfried Vogelreuter aus Deutschland bzw. Kazimierz Szczerba aus Polen aus.
Bei den Europameisterschaften 1975 in Katowice kam er nach einem Freilos und einem Punktesieg gegen den Schotten James Douglas ins Viertelfinale, wo er gegen József Nagy aus Ungarn knapp mit 2:3 Richterstimmen unterlag. 1976 startete er noch bei den 21. Olympischen Spielen in Montreal, wo er Luis Godoy aus Kolumbien nach Punkten (4:1) und Narong Boonfuang aus Thailand vorzeitig (K. o.) besiegte und erst im Achtelfinale gegen Luis Portillo aus Argentinien (K. o.) verlor.
1977 bestritt er noch sieben Profikämpfe in Österreich, darunter sechs Siege (5 durch K. o.); gegen den Jugoslawischen Meister Branko Baraković erzielte er ein Unentschieden.